# 布罗德曼6区
布罗德曼6区（英文：Brodmann area 6），简称BA6，是大脑额叶的一个细胞结构分区。布罗德曼6区在额叶的外侧，它由上而下分别与布罗德曼8区，9区，和44区毗邻，它的位置位于布罗德曼4区的前部。

## 结构
BA6横跨额叶的外侧和内侧。BA6对外侧最靠下的部分位于中央前回没有被4区占据的部分。BA6的外侧的上方的部分位于额上回和额中回的后部。
布罗德曼6区也成为“无颗粒6区”（agranular area 6）。这是因为该区域与其他大脑皮质的细胞结构分区不同，缺少内颗粒层（即IV层）。

## 功能
从功能的角度来说，布罗德曼6区包含前运动区和运动辅助区。其中，前运动皮层位于额叶的外侧面，而运动辅助区位于额叶的内侧面。